# Robert Ndip Tambe
Robert Ndip Tambe (Buéa, 22 de fevereiro de 1994) é um futebolista camaronês que atua como atacante. Atualmente, joga pelo Spartak Trnava.

## Carreira
Robert Ndip Tambe representou o elenco da Seleção Camaronesa de Futebol no Campeonato Africano das Nações de 2017.